# Repräsentativität
Repräsentativität, auch Repräsentanz, (meist als repräsentative Stichprobe oder repräsentative Befragung bezeichnet) ist eine Eigenschaft bestimmter Datenerhebungen, die es ermöglicht, aus einer kleinen Stichprobe Aussagen über eine wesentlich größere Menge (Grundgesamtheit) zu treffen. Häufig sind damit Zufallsstichproben oder Quotenstichproben gemeint. Repräsentative Stichproben werden vor allem bei Befragungen zu Einstellungen, Verhaltensweisen und Meinungen von Personen verwendet, für die es sonst keine exakten statistischen Daten gibt (Meinungsumfragen, Marktforschung).
Der Ausdruck „repräsentative Stichprobe“ ist kein Fachbegriff. In der Praxis sind Zufallsstichproben oder Quotenstichproben nur schwer zu erreichen.

## Empirie
Die konkrete Fragestellung ist beispielsweise für die Analyse von Sozialstrukturen oder die Prognose von Wählerverhalten im Rahmen von sogenannten „repräsentativen“ Stichproben von Bedeutung. Es kann also durchaus vorkommen, dass bei der Auswertung einer repräsentativen Erhebung über ihren ursprünglichen Zweck hinaus, z. B. bei nicht vorgesehener kleiner räumlicher Differenzierung, nur eine unbefriedigende Genauigkeit erreicht wird. Wichtig sind sie in der Praxis außerdem für die Schätzung von Verteilungen (z. B. Anteils- oder Mittelwerte). Für die Prüfung von Zusammenhangshypothesen ist Repräsentativität nicht von zentraler Bedeutung. Hier sind Designs der Varianzkontrolle und die Ausschaltung von Störfaktoren wichtiger.
Für die empirische Wissenschaft ist die Angabe folgender Charakteristika der Stichprobentechnik und Erhebungsmethode wichtig:
- Angabe der Stichprobentechnik (des Auswahlverfahrens)
  - Zufallsstichprobe: dann auch Ausschöpfungsquote
  - oder Quotenstichprobe: dann auch die Quotenmerkmale
- Zahl der realisierten Elemente (nach Abzug von Verweigerung (Non response))
- Die Erhebungsmethode (telefonisch, persönlich)
- Gewichtungsverfahren
- Es sollte ein Vergleich zwischen Theorie und Praxis stattfinden, z. B. durch Überprüfung der Interviewer

Wichtig ist, dass sich die Einschlusswahrscheinlichkeit eines Elements angeben lässt. Eine Aussage über die Genauigkeit der Erhebung ist hilfreich. Ob eine genügende Genauigkeit erreicht worden ist, kann oft mit einem Vergleich zwischen den geschätzten Werten und aus anderen Quellen bekannten Werten beurteilt werden. Auf die Befragung von Personen bezogen bedeutet das z. B., dass die Schätzungen von Altersstruktur, Bildungsniveau, Familienstand o. ä. den Ergebnissen der amtlichen Veröffentlichungen entsprechen.

## Zufallsstichprobe vs. „repräsentative“ Stichprobe und das Problem der Repräsentativität
Vorgeblich „repräsentative“ Umfragen werden zwar von spezialisierten Meinungsforschungsinstituten im Auftrag von Rundfunk- und Fernsehanstalten oder von Zeitungsverlagen durchgeführt. Strenggenommen gibt es „Repräsentativität“ jedoch gar nicht. Die landläufige Vorstellung, dass die „repräsentative“ Untermenge eine gleiche Verteilung aller für den Untersuchungsgegenstand relevanten Merkmale aufweist, ist faktisch nicht realisierbar, da ja erst durch die Untersuchung selbst festgestellt wird (und werden kann), welche Merkmale tatsächlich relevant sind. Entscheidend ist daher die Ziehung einer Zufallsstichprobe. Dann sind statistisch kontrollierbare Rückschlüsse auf die Grundgesamtheit möglich.
Daher spielt in der Stichprobentheorie, ein Teil der Statistik, die „repräsentative“ Stichprobe im Gegensatz zur Zufallsstichprobe keine Rolle.
1. In der empirischen Forschung ist der Begriff der Repräsentativität nicht eindeutig definiert.[2]
2. Das Konzept der „repräsentativen“ Stichprobe unterscheidet sich deutlich von dem Konzept einer Zufallsstichprobe.[3]

P. von der Lippe und A. Kladroba fassen das intuitive Konzept der Repräsentativität wie folgt zusammen:

Die gängige Vorstellung von Repräsentativität lässt sich wohl am besten folgendermaßen
beschreiben: Die Auswahl einer Teilgesamtheit ist so vorzunehmen, dass
„aus dem Ergebnis der Teilerhebung möglichst exakt und sicher auf die Verhältnisse
der Gesamtmasse geschlossen werden kann.“ Dies ist dann der Fall, „wenn sie [die
Teilerhebung] in der Verteilung aller interessierenden Merkmale der Gesamtmasse
entspricht, d. h. ein zwar verkleinertes, aber sonst wirklichkeitsgetreues Abbild der
Gesamtheit darstellt.“ (Berekoven u. a. (1999), S. 50).

…

Zusammenfassend lässt sich sagen, dass im allgemeinen Sprachgebrauch Repräsentativität
einer Teilgesamtheit dann vorliegt, wenn sie in bestimmten Merkmalen
eine ähnliche Struktur aufweist wie die Grundgesamtheit. Daraus wird gefolgert, dass
man dann – und für viele Autoren (z. B. Zentes 1996, S. 383) nur dann – von der Teil- auf
die Grundgesamtheit schließen kann.

Folgendes Beispiel beleuchtet den Unterschied: Nehmen wir an, wir wüssten, dass in der Grundgesamtheit die Anzahl von Männern und Frauen gleich groß ist. Wenn wir eine Stichprobe vom Umfang 100 ziehen, dann muss jede repräsentative Stichprobe genau 50 Männer und 50 Frauen enthalten. Mit Hilfe der Wahrscheinlichkeitstheorie können wir berechnen, dass im Mittel nur knapp 8 % der einfachen Zufallsstichproben genau 50 Männer und Frauen enthalten. Daraus folgt:
1. Zieht man viele Zufallsstichproben, so sind die meisten Zufallsstichproben nicht repräsentativ.
2. Zieht man viele „repräsentative“ Stichproben, so muss jede Stichprobe genau 50 Männer und 50 Frauen enthalten. Damit sind diese Stichproben nicht zufällig, d. h. auch keine Zufallsstichproben.

Ein noch gravierenderes Problem ist, dass das Auswahlverfahren für die „repräsentative“ Stichprobe, im Gegensatz zur Zufallsauswahl, die Eigenschaften der Stichprobenelemente zur Auswahl nutzt. Möchte man z. B. den Intelligenzquotienten oder das Wahlverhalten einer Analyse unterziehen, dann müsste eine „repräsentative“ Stichprobe repräsentativ bzgl. aller Parameter der Grundgesamtheit sein, die diese gewünschte Variable (z. B. bevorzugte Partei, Intelligenzquotient) beeinflussen. Diese Parameter (z. B. sozio-demographische und psychographische Persönlichkeitsmerkmale) sind in ihrer Verteilung und Relevanz für die gesuchte Variable oft nicht bekannt. Deshalb sind sogenannte „Quotenstichproben“, die für bestimmte Parameter repräsentativ sein wollen, kritisch zu sehen. In der Praxis wird meist auch nur für ein Teil der erhobenen Merkmale (z. B. Alter, Geschlecht, Studiengang) Repräsentativität eingefordert; meist für Variablen die leicht und fehlerfrei zu erheben sind. Und für den Teil, für den die Repräsentativität nicht eingefordert wird, ist nicht klar, ob die „repräsentative“ Stichprobe ein Abbild der Grundgesamtheit ist.
Trotz aller vorgenannten Probleme können „repräsentative“ Stichproben mit Verfahren der Statistik analysiert werden. Verfahren der deskriptiven Statistik können bedenkenlos angewendet werden. Problematisch sind die Verfahren der Inferenzstatistik (Konfidenzintervalle, Test usw.).
Um Rückschlüsse von einer „repräsentativen“ Stichprobe auf die Grundgesamtheit zu ziehen, bedarf es anderer Verfahren als der wahrscheinlichkeitsbasierten induktiven Statistik, z. B. die Replizierbarkeit der Untersuchungsergebnisse in verschiedenen Erhebungsdesigns.

## Statistik
Die Größe der zu ziehenden Stichprobe hängt vom gewünschten Grad der Genauigkeit der statistischen Schlüsse ab. Hier muss ein Kompromiss zwischen Genauigkeit und Ökonomie getroffen werden. Die Größe der Stichprobe allein ist kein Garant für „repräsentative“ Ergebnisse. Dies zeigt das Beispiel des Literary-Digest-Desasters: Im Jahre 1936 gelang es dem US-Magazin The Literary Digest trotz einer enorm großen (aber fehlerhaft gezogenen) Stichprobe (2,5 Millionen Probanden) nicht, den Ausgang der US-Präsidentschaftswahl zwischen Alfred Landon und Franklin D. Roosevelt korrekt vorherzusagen. George Gallup, dem späteren Gründer der Gallup Organization gelang es dagegen, mit einer nur 50.000 Probanden umfassenden Stichprobe den Sieg Roosevelts vorherzusagen.

## Praxis
Deutsche Marktforschungsunternehmen arbeiten bei ihren Studien häufig mit einer mehrfach geschichteten Zufallsauswahl nach dem ADM-Mastersample des Arbeitskreises Deutscher Marktforschungsunternehmen.
In der Praxis werden oft komplexe Stichprobenpläne angewandt. Es ist fast nie möglich, eine Erhebung genau nach den theoretischen Vorgaben durchzuführen. Beispielsweise gibt es in der Praxis fast immer Einheiten, bei denen keine Daten gesammelt werden können (Antwortausfälle).

## Probleme
- Internet: Große Probleme bestehen bei Erhebungen im Internet, da die Grundgesamtheit hier oft nicht abgegrenzt werden kann (wenn man darunter alle Internetnutzer versteht) und da zudem bei der Verwendung passiver Auswahlverfahren das Problem der Selbstselektivität auftritt. Zudem ist die Identität der Teilnehmer meist nicht zweifelsfrei überprüfbar, so dass auf Grund der geringen Kosten für den Teilnehmer in großem Maße Mehrfachabstimmungen möglich sind. Dies gilt allerdings nur teilweise, da es auch Internet-Abstimmungen gibt, die technisch derart eingestellt sind, dass nur eine einmalige Abstimmung pro Person möglich ist. Für diese ist allerdings eine Feststellung der Identität per Postverfahren erforderlich, die aus Kostengründen üblicherweise nicht angewandt wird.
- Telefon: Etwas einfacher ist es bei der Stichprobenziehung über das Telefonbuch, weil man, zumindest in Deutschland, davon ausgehen darf, dass nahezu jeder Haushalt über einen Telefonanschluss verfügt. Somit ist (nahezu) jedes Element der Grundgesamtheit medial erreichbar. Das Problem der nicht eingetragenen Nummern versucht man durch die computergestützte zufällige Erzeugung von Telefonnummern (Random Digit Dialing, RDD) zu mildern. Das Problem der Mehrfach-Erreichbarkeit von Personen ist schon schwieriger zu lösen, weil es oft schwierig ist, festzustellen über wie viele Nummern eine Person erreichbar ist.
- Mobiltelefone: Das in Zukunft sicher zunehmende Problem der Personen, die nur über ein Mobiltelefon erreichbar sind, ist zwar erkannt, aber methodisch noch nicht überzeugend gelöst, weil sich nur sehr wenige Personen in Verzeichnisse eintragen lassen. Diese Elemente der Grundgesamtheit könnten zwar prinzipiell durch zufallsgesteuertes Anrufen aller denkbaren Mobiltelefonie-Nummern erreicht werden; bei diesem Vorgehen ist der Geld- und Zeitaufwand allerdings sehr hoch.